# Cartel de Cali
El Cartel de Cali fue el nombre dado por la Administración para el Control de Drogas (DEA) a una organización criminal colombiana dedicada al tráfico de cocaína y lavado de activos y Terrorismo, encabezada por los hermanos Gilberto y Miguel Rodríguez Orejuela, José Santacruz Londoño y Hélmer Herrera Buitrago. Recibió el nombre de Cartel de Cali, ya que en aquella ciudad colombiana tuvieron su principal base de operaciones. 
No se ha logrado calcular el total del dinero que movieron en la década de los 80 y 1990, se especula que fueron miles de millones de dólares, entre sus socios financieros estaba Felipe Altes Fernández, de nacionalidad española, amigo personal de la familia Urdinola Grajales y en la década de 1990 conocido intermediario bancario.
El nombre de «cartel» se le dio principalmente en contraste con el así llamado Cartel de Medellín, quien fue su principal rival, a partir del enfrentamiento armado que tuvieron estas dos organizaciones a mediados de la década de 1980. Nótese que en Colombia siempre se ha pronunciado «cartél» (palabra aguda).

## Historia

### Nombre
Así como el gobierno estadounidense bautizó a sus rivales como el Cartel de Medellín a ellos se les llamó el Cartel de Cali, porque su centro de operaciones era la ciudad homónima.
Se le conoció también como The Cocaine Inc. y sus capos se hacían llamar como Caballeros de Cali o Gentlemen of Cali por sus nexos con la clase política y económica de Colombia. Igualmente se le llamaba KGB de Cali, por su vasto sistema de información con el que tenían a todo el país en la mira, y porque sus empleados no se conocían entre ellos.

### Inicios
En los años 1970 Gilberto Rodríguez Orejuela, junto a su hermano Miguel Rodríguez Orejuela y José Santacruz Londoño, crea una banda delictiva llamada «Los Chemas», que estaba dirigida por Luis Fernando Tamayo García. En sus inicios se dedicó a la piratería terrestre, a la extorsión y al secuestro (incluidos los de dos ciudadanos suizos: un diplomático, Herman Buff, y el estudiante Werner José Straessle) en 1968. Adquirieron acciones del Banco de los Trabajadores, y la Chrysler Corporation en Colombia, compraron el Grupo Radial Colombiano (GRC), y el Hipódromo del Valle, que posteriormente vendieron a particulares. Luego comenzarían a introducirse en el negocio de la cocaína, importando pasta de coca desde Bolivia y Perú. Compraron sus propias aeronaves y contaban con sus propias rutas
Los Chemas sustituyeron en el negocio de la cocaína a Benjamín Herrera Zuleta, «El Papa negro de la cocaína», probablemente el padre de Hélmer Herrera alias Pacho Herrera. Comenzaron a buscar socios para expandir su red de tráfico. Fue así como por intermedio de Santacruz se hicieron socios de Hélmer Herrera alias Pacho Herrera, un blanqueador de dinero radicado en Nueva York, quien se especializó en transportar de manera ilícita el dinero que los narcotraficantes ganaban en Estados Unidos y no podían ingresar a Colombia. Para ello utilizó la importación de maquinaria pesada en la que camuflaba los billetes.
A mediados de la década de 1980, después de un viaje de Gilberto a España, el cartel comenzó a expandir sus actividades en Europa, desarrollando una relación de trabajo con los contrabandistas de tabaco de Galicia en España. Pero en particular el cartel de Cali estableció una alianza estratégica con la poderosa organización criminal Camorra. Cali suministró la cocaína y la Camorra se encargó de la distribución en Europa.
Gilberto Rodríguez Orejuela y Jorge Luis Ochoa Vásquez (del Cartel de Medellín), fueron detenidos en 1984 en España y deportados a Colombia. Mientras tanto Miguel Rodríguez Orejuela había adquirido acciones del América de Cali. Gilberto adquirió acciones del First Interamericas Bank desde 1975 hasta hacerse su dueño. El Cartel adquirió gran cantidad de compañías.
Según la edición del mes de julio de 1991 de la revista Time, Santacruz diseñó las cadenas mundiales de tráfico de drogas y Rodríguez manejó las finanzas hacia Estados Unidos, Europa y Japón. El artículo señala que para ese momento la Administración para el Control de Drogas (DEA) calculaba que Santacruz y la organización de Pacho Herrera exportaban cuatro de cada cinco gramos de cocaína que circulan en Nueva York. Además la revista indicó que a mediados de los años 1970, mientras el Cartel de Medellín monopolizaban las ventas de drogas en Miami y Los Ángeles, Santacruz se apoderaba de Nueva York.
El Cartel de Cali compró dos helicópteros militares rusos e intentó adquirir un submarino con el exmilitar ucraniano Ludwig Fainberg, quien los estafó.

### Guerra con el Cartel de Medellín
Según Jhon Jairo Velásquez alias Popeye, miembro del Cartel de Medellín, la disputa entre los dos bandos inició por rencillas entre empleados de Pablo Escobar y Hélmer Herrera:

La guerra empezó por un lío de faldas entre “Piña” y Jorge Elí “el negro” Pabón. “El negro” Pabón era un hombre muy leal a Pablo Emilio Escobar Gaviria y Alejo Piña era un hombre de “Pacho” Herrera, ambos habían sido amigos en una cárcel de Nueva York, pero cuando el negro salió de prisión, se enteró de que Piña estaba viviendo con la que había sido su esposa, el negro habló con el patrón y acordaron que había que matar a Piña; como el Cartel de Medellín mató a Hugo Hernán Valencia, un hombre que había tenido un problema con Gilberto Rodríguez, les pedimos a los Rodríguez que nos devolvieran el favor, que nos dejaran matar a Piña o que ellos mismos, con su gente, se encargaran de él, nosotros no sabíamos del poder económico y militar de “Pacho” Herrera, los Rodríguez, en vez de explicarle esto al patrón, fueron directamente a decirle a “Pacho” Herrera que el Cartel de Medellín le quería matar a Piña y ahí se armó la guerra.

El 13 de enero de 1988, tres individuos llegaron en carro hasta el edificio Mónaco ubicado en el sector de El Poblado (Medellín) y tras descender del automotor, este explotó causando destrozos en varias edificaciones a la redonda. En el edificio se encontraban María Victoria Henao, esposa de Escobar, sus dos hijos Manuela y Juan Pablo, dos empleadas del servicio y dos personas más. Manuela quedó con lesiones auditivas a causa del atentado mientras que las demás víctimas resultaron ilesas.
Ese año marca el inicio de las ofensivas de espionaje y contraespionaje, primero Escobar le montó una operación de inteligencia al cartel de Cali; Los hermanos Rodríguez Orejuela, Santacruz y Pacho Herrera, a su vez, decidieron contratar a cinco militares retirados para constituir un servicio de espionaje contra Escobar, este descubre a los oficiales y los secuestra, el cartel de Cali hizo entonces una propuesta de paz a la cual Escobar pone dos condiciones: indemnización de 5 millones de dólares por el atentado contra el edificio Mónaco y la entrega de Pacho Herrera. Gilberto Rodríguez se negó a entregar a Pacho Herrera y los cinco exmilitares aparecieron muertos pocos días después.
El 22 de junio de 1989 el Cartel de Cali contrata un grupo de mercenarios británicos encabezados por Peter McAleese y los envía a la Hacienda Nápoles para atentar contra Escobar pero el operativo fracasó porque el helicóptero artillado donde se transportaban los mercenarios por problemas de sobrecarga se precipitó a tierra.
En noviembre de 1989, después del partido de Fútbol Profesional Colombiano entre Independiente Medellín y América de Cali fue asesinado el árbitro Álvaro Ortega por órdenes de Escobar debido a las apuestas ilegales que había con el Cartel de Cali según Popeye y Fernando Rodríguez Mondragón. Hay una hipótesis y es que ambos carteles tuvieron una tregua y una alianza para asesinar al candidato presidencial Luis Carlos Galán Sarmiento.
El 25 de septiembre de 1990, aprovechando que Pacho Herrera iba a asistir a un partido de fútbol privado en una de sus fincas en un corregimiento de Candelaria (Valle del Cauca), varios sicarios vestidos con prendas privativas del Ejército Nacional, ingresaron al lugar y ejecutaron la Masacre de la hacienda Los Cocos. Abrieron fuego, dejando un saldo de 18 personas muertas; sin embargo, Pacho Herrera salió ileso y escapó. El atentado fue ordenado por Escobar, quien comandaría un nuevo asalto contra Herrera el 27 de julio de 1991 en un balneario ubicado en la autopista que de Cali conduce a Jamundí.
La guerra se distendió tras la entrega de Escobar a las autoridades colombianas en junio de 1991, sin embargo el Cartel de Cali no bajó la guardia y en 1992 se descubrió que hubo un plan para atentar contra el jefe del Cartel de Medellín estando este recluido en la cárcel La Catedral. En julio se intensificó la guerra cuando Escobar escapó de prisión, pero esta vez el Cartel de Cali abrió su ataque inyectando de efectivo los bolsillos de «Los Pepes», organización criminal conformada por exmiembros del Cartel de Medellín y paramilitares, constituida para acabar con Escobar. El Cartel de Cali por intermedio del exmilitar Jorge Salcedo Cabrera, intento realizar el bombardeo de La Catedral con un avión A-37 Dragonfly comprado en El Salvador, el plan fracaso finalmente y se filtro información de las bombas adquiridas para el bombardeo. Tras la muerte de Escobar, Salcedo delató al Cartel de Cali y brindaría información que permitió el desmantelamiento del mismo.
Con la muerte de Escobar en 1993 se desintegró lo que quedaba del Cartel de Medellín, lo que produjo que el Cartel de Cali se quedara con el 80% de la distribución de cocaína a nivel mundial. El Cártel de Juárez liderado Amado Carrillo Fuentes, se alió con el Cartel de Cali para introducir cocaína a la costa Oeste de los Estados Unidos, llegando a transportar en un solo vuelo de aviones comerciales, 14 toneladas de cocaína pesada según datos de la Administración para el Control de Drogas (DEA).

### Desmantelamiento del cartel
Al morir Escobar y desaparecer finalmente el Cartel de Medellín las autoridades, en especial las estadounidenses, voltearon sus ojos hacía el Cartel de Cali, el cual quedó liderando el multimillonario negocio, era de esperarse que todos sus esfuerzos se centrarían en acabar con la organización del Valle del Cauca. Inclusive el equipo de fútbol América de Cali estuvo en la “Lista Clinton” entre 1996 y 2013 al estar relacionado con lavado de activos.
Con el triunfo de Ernesto Samper en las elecciones presidenciales de Colombia de 1994 se inició el escándalo del Proceso 8000, en los que se indicaba que la campaña de Samper había sido patrocinada por el Cartel de Cali. El presidente ordena perseguir a los líderes del cartel para demostrar que él no tenía nada que ver con el ingreso de dineros ilícitos a su campaña y por lo tanto no tenía ningún acuerdo con ellos.
Uno a uno fueron cayendo los jefes de Cartel, el primero fue José Santacruz, quien fue detenido en un restaurante ubicado al norte de Bogotá, el segundo en caer fue Gilberto Rodríguez Orejuela en junio de 1995 en un apartamento de su propiedad, en agosto de ese mismo año fue capturado Miguel Rodríguez Orejuela. En enero de 1996 Santacruz logró escapar de la cárcel donde se encontraba recluido para terminar asesinado por el Cartel del Norte del Valle en complicidad con la Policía Nacional y los paramilitares en marzo de ese año, haciendo parecer que su muerte ocurrió al traspasar un retén de Policía. Por su parte Pacho Herrera se entregó a las autoridades en septiembre de 1996 y fue recluido en la cárcel de Palmira, Valle del Cauca. En noviembre de 1998 fue asesinado en ese penal en una operación elaborada por Wilber Alirio Varela Jabón, antiguo sicario del Cartel de Cali y jefe de sicarios del Cartel del Norte del Valle. Finalmente los hermanos Rodríguez Orejuela fueron extraditados a Estados Unidos donde cumplen una condena que termina en 2030 por haber seguido traficando droga desde la cárcel.
El Cartel de Cali, antes del escándalo de los narco-casetes, habían negociado con el entrante gobierno la rendición ante la justicia colombiana. Se les daría varias prebendas tales como prisión de no más de 5 años en cárceles colombianas y la promesa de no expropiación de sus cuantiosos bienes; como contraprestación debía desaparecer el narcotráfico de suelo colombiano, para esto se reunieron con sus subordinados y socios menores en el negocio, para informarles la decisión. Sin embargo varios se negaron a cumplir sus órdenes entre ellos Orlando Henao Montoya y Efraín Hernández quienes pasaron a convertirse en cabecillas del nuevo Cartel del Norte del Valle.
Desde 1996 se han expropiado los bienes de los distintos miembros del Cartel de Cali.
En 2021 los capos del Cartel de Cali Miguel y Gilberto Rodríguez Orejuela anunciaron que comparecerán ante la Comisión de la Verdad.

## Estructura
La cúpula del Cartel de Cali estaba compuesta por Miguel Rodríguez Orejuela y Gilberto Rodríguez Orejuela, José Santacruz y Pacho Herrera; dueños del negocio del tráfico de drogas en Cali. En la estructura del cartel había tres socios como segundos al mando después de los miembros de la cúpula en distintas zonas de la región; Víctor Patiño que era el encargado de manejar el transporte marítimo para el cartel en toda la zona Pacífica de Colombia, Henry Loaiza que proporcionaba seguridad a los laboratorios del cartel y era un gran productor de cocaína, y Phanor Arizabaleta colaborador en la importación de insumos para el procesamiento de cocaína para el cartel.
Guillermo Pallomari en su declaración ante la Administración para el Control de Drogas (DEA) manifestó que se creó un comité de seguridad que supervisaba Luis del Basto, uno de los jefes de seguridad de Miguel Rodríguez, los miembros del comité no tomaban decisiones, simplemente daban recomendaciones a la cúpula sobre todo lo que contribuyera a un eficiente tráfico de drogas.